# Шульмак (село)
Шульмак (тадж. Шулмак) — деха́ (сельский населённый пункт) в Раштском районе Таджикистана. Входит в состав сельской общины (джамоата дехота) Рахимзода. Расстояние от села до центра района (пгт Гарм) — 24 км, до центра джамоата (село Санги-Малики) — 3 км. Население — 1789 человек (по состоянию на 2017 год), таджики. Оно в основном занято сельским хозяйством: животноводством и растениеводством. Земли орошаются главным образом водами горных источников.